# Mandalay
 For alternative betydninger, se Mandalay (digt).
Mandalay er den næststørste by i Myanmar (tidligere Burma) og havde i 2005 en befolkning på 927.000. 
Byen var den sidste kongelige hovedstad for Myanmar og hovedstad for den nuværende Mandalay region. Byen afgrænses mod vest af Ayeyarwadyfloden og ligger på koordinaterne 21°58′N 96°04′E, 716 km nord for Yangon.

## Billedgalleri
- Mandalay - မန္တလေးမြို့
- Kongelige palads

- Wikimedia Commons har flere filer relateret til Mandalay

21°58′59″N 96°05′04″Ø / 21.9831°N 96.0844°Ø